# جيوفاني بلانا
جيوفاني أنطونيو أميديو بلانا (6 نوفمبر 1781 - 20 يناير 1864) هو عالم فلك ورياضياتي إيطالي.

ولد بلانا في فوغيرا (بافيا)، وعند بلوغه 15 من عمره أرسل إلى أعمامه في غرونوبل ليكمل تعليمه، ثم التحق بالمدرسة المتعددة التكنولوجية في عام 1800. وكان أحد جوزيف لوي لاغرانج وجوزيف فورييه الذي بهر بقدراته وحرص على تعيينه على كرسي الرئاسة لقسم الرياضيات في مدرسة سلاح المدفعية في بييمونتي والتي أصبحت تحت الحكم الفرنسي في عام 1805. 
تضمنت مساهمات بلانا في مجالات كثيرة مثل حركة القمر، التكامل، دالة إهليلجية، الحرارة، الكهروستاتيكا، وعلم شكل الأرض ومساحتها (جيوديسيا).